# Leović
Leović (Servisch cyrillisch Леовић) is een plaats in de Servische gemeente Ljubovija. De plaats telt 318 inwoners (2002).